# 夢屋 (鉄道模型メーカー)
夢屋（ゆめや）とは、東京都葛飾区にある、鉄道模型を製造販売する企業である。

## 概要
Nゲージ・16番ゲージのキット、完成品など国鉄車両から私鉄まで幅広く製品化している。しかし、動力装置は、エンドウのものを転用しているものもある。また、編成物は製品化をしない傾向がある。
所在地
〒124-0024　東京都葛飾区西新小岩5-12-3